# Andrè Schuen
Andrè Schuen (geboren 1984 in La Val, Südtirol) ist ein italienischer Opern-, Konzert- und Liedsänger (Bariton).

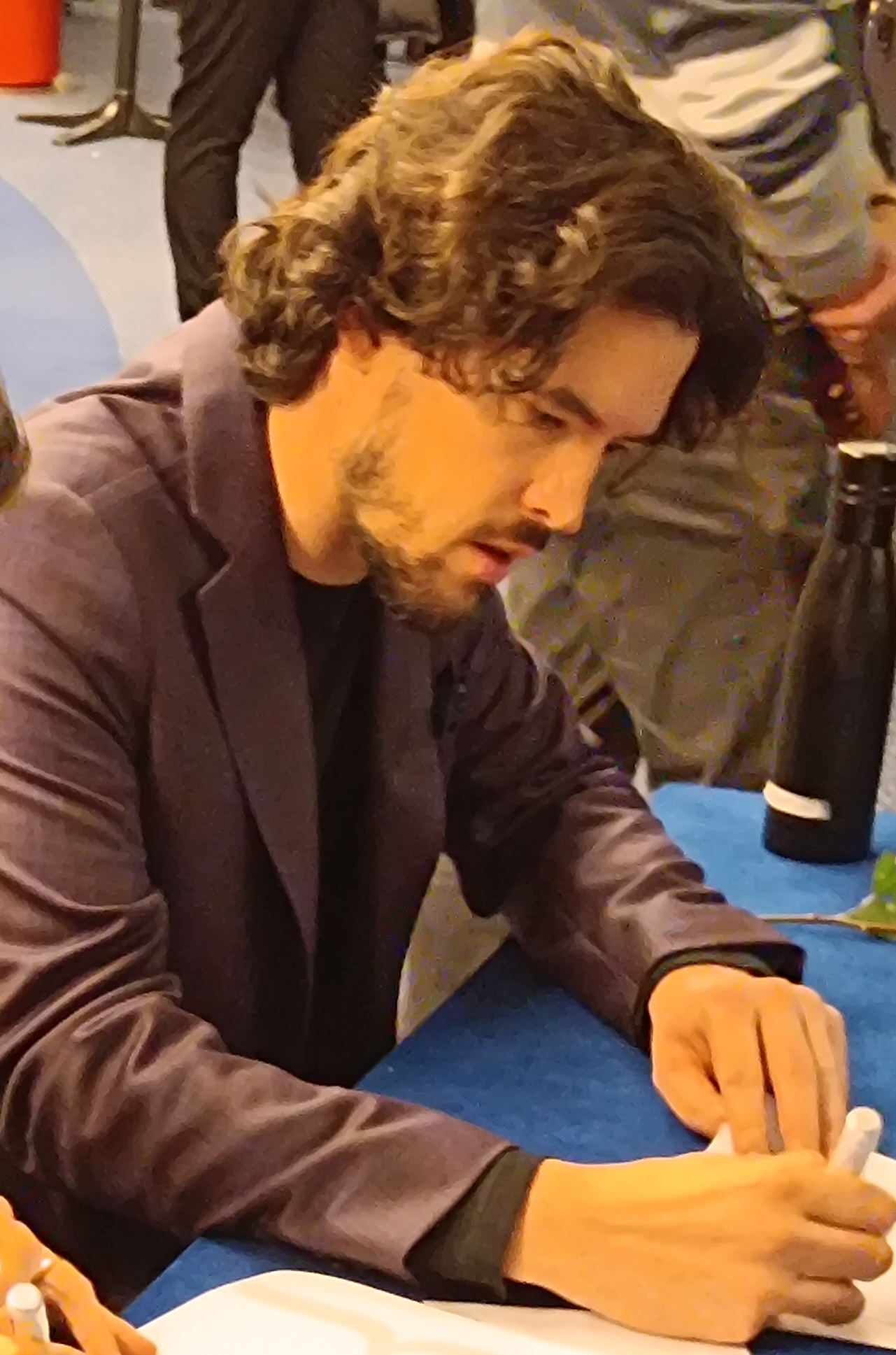
Schuen (2023)

## Leben
Andrè Schuen entstammt einer musikalischen Familie ladinischen Ursprungs. Seine Schwestern Elisabeth und Marlene Schuen sind Mitglieder des der heimatlichen Kultur verbundenen Poptrios Ganes. Er studierte Sologesang bei Horiana Brănișteanu an der Universität Mozarteum in Salzburg sowie Lied und Oratorium bei Wolfgang Holzmair. Außerdem besuchte er eine Reihe von Meisterkursen, unter anderen bei Sir Thomas Allen, Brigitte Fassbaender, Marjana Lipovsek und Olaf Bär. 2009 war Schuen Preisträger der Internationalen Sommerakademie Mozarteum Salzburg und gewann den Ersten Preis des Gesangswettbewerbs der Walter-und-Charlotte-Hamel-Stiftung. 2010 diplomierte er mit Auszeichnung und wurde mit dem Hanna-Ludwig-Preis und der Lilli-Lehmann-Medaille ausgezeichnet.
Der Sänger trat 2006 erstmals bei den Salzburger Festspielen auf, übernahm im Januar 2008 im Haus für Mozart die Rolle des Lakaien in Ariadne auf Naxos und war schließlich am Mozarteum und an verschiedenen kleineren Bühnen in Deutschland und Österreich in der Titelpartie von Le nozze di Figaro zu sehen und zu hören. 2009 gastierte er bei den Salzburger Festspielen in Al gran sole carico d’amore von Luigi Nono, 2010 wurde er ins Young Singers Project der Festspiele aufgenommen. Bei den Osterfestspielen übernahm er kleinere Partien in Salome (2011) und Carmen (2012), beide dirigiert von Sir Simon Rattle, bei den Sommerfestspielen 2011 trat er im Macbeth, inszeniert von Peter Stein und dirigiert von Riccardo Muti, auf und sang konzertant in Strawinskys Rossignol unter Ivor Bolton.
Von September 2010 bis Juni 2014 war Schuen Ensemblemitglied der Oper Graz, wo er unter anderem in den Opernrollen des Jeletzky, Masetto, Belcore, Ford und des Heerrufers, sowie zuletzt als Papageno reüssierte. In Graz erweiterte er sein Rollenspektrum auch auf die Operette (als Gasparone) und das Musical (in Der Mann von La Mancha).
An der Vlaamse Opera in Antwerpen und Gent gastierte er in der Spielzeit 2011/12 als Don Alvaro in Rossinis Il viaggio a Reims. An der Opéra National de Montpellier sang Andrè Schuen im Juni 2013 die Titelpartie im Don Giovanni  und im Dezember desselben Jahres den Guglielmo in Così fan tutte. 2015 debütierte er als Ping in Puccinis Turandot bei den Bregenzer Festspielen.
Andrè Schuen ist ein gefragter Oratoriensänger. Er hat – neben zahlreichen Messen und Kantaten – die Basspartien in Bachs Weihnachtsoratorium, Johannespassion und H-Moll-Messe, Haydns Schöpfung, Händels Messias, Mozarts Requiem, in Brahms’ Deutschem Requiem sowie Mendelssohns Walpurgisnacht gesungen, zuletzt den Christus in Bachs Matthäus-Passion (mit Philippe Herreweghe am Pult) und die Bariton-Soli in Faurés Requiem mit den Berliner Philharmonikern unter Sir Simon Rattle in Madrid und Barcelona.

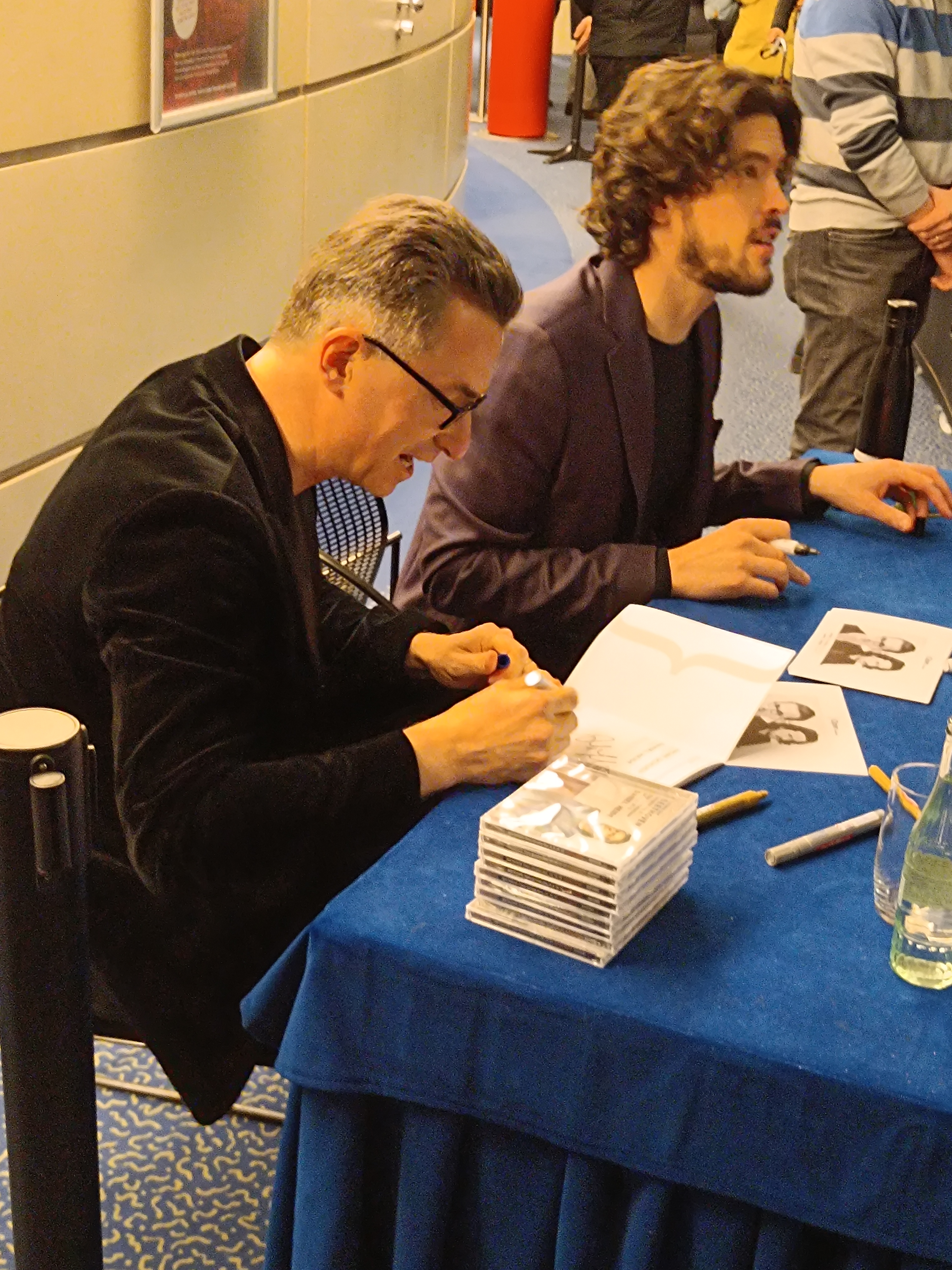
Andrè Schuen (rechts) und Daniel Heide bei einer Autogrammstunde nach einem Liederabend in der Oper Frankfurt.

Im Liedbereich arbeitet er mit dem Pianisten Daniel Heide zusammen. Zu seinem Repertoire zählen Schuberts Winterreise, Schumanns Dichterliebe und sein Liederkreis op. 24, Wolfs Harfner-Gesänge, Iberts Don Quichotte-Lieder, Martins Jedermann-Monologe sowie ausgewählte Lieder weiterer Epochen. 2009 brachte er Herbert Grassls Liederzyklus … bald ist mir nimmer kalt für Singstimme und Schlagzeug nach Texten von Norbert C. Kaser zur Uraufführung.
2014 debütierte er mit Liederabenden in der Londoner Wigmore Hall und im Wiener Konzerthaus mit Mahlers Liedern eines fahrenden Gesellen in Lille sowie als Alphonse XI in einer französischsprachigen Produktion von La favorite am Grazer Opernhaus. Im konzertanten Da-Ponte-Zyklus des Theaters an der Wien im März 2014 mit dem Concentus Musicus unter Leitung von Nikolaus Harnoncourt sang Schuen drei Hauptrollen – Figaro, Don Giovanni und Guglielmo.
2015 sang er die Rolle des Kanzlers Ping in Turandot bei den Bregenzer Festspielen.
Von der Saison 2015/16 bis 2017/18 war Andrè Schuen Künstler der Reihe „Junge Wilde“ am Konzerthaus Dortmund.
Seit 2021 ist Andrè Schuen exklusiver Aufnahmekünstler für die Deutsche Grammophon. Nach Schuberts Die schöne Müllerin erschien dort im November 2022 Schwanengesang im Rahmen seiner Einspielung aller drei Schubert-Liederzyklen. Mit dem Erscheinen der Winterreise im Mai 2024 vervollständigen Bariton Andrè Schuen und Pianist Daniel Heide ihre Trilogie der späten Liederzyklen Schuberts.

## Auszeichnungen
- 2014: Österreichischer Musiktheaterpreis – ORF-III-Publikumspreis[4][5]